# Reterre
Reterre è un comune francese di 269 abitanti situato nel dipartimento della Creuse nella regione della Nuova Aquitania.

## Storia

### Simboli
Lo stemma è stato adottato nel 2006.

## Società

### Evoluzione demografica
Abitanti censiti